# Gymnelia jujuyensis
Gymnelia jujuyensis là một loài bướm đêm thuộc phân họ Arctiinae, họ Erebidae.